# Peter Saulson
Peter R. Saulson (* 30. Oktober 1954 in Baltimore) ist ein US-amerikanischer Physiker und Hochschullehrer an der Syracuse University. Er ist bekannt als ehemaliger Sprecher der LIGO-Kollaboration und Forschung zu Gravitationswellendetektoren.
Saulson studierte Physik an der Harvard University mit dem Bachelor-Abschluss 1976 (magna cum laude) und an der Princeton University mit dem Master-Abschluss 1978 und der Promotion 1981. Danach war er als Post-Doktorand am Massachusetts Institute of Technology, wo er 1985 bis 1989 Principal Research Scientist war. 1989/80 war er Gastwissenschaftler am Joint Institute for Laboratory Astrophysics in Boulder.  Er ist Martin A. Pomerantz '37 Professor of Physics an der Syracuse University. Er war dort 1991 bis 1999 Associate Professor und ab 2010 bis 2013 Leiter der Physik-Abteilung.
2000/2001 war er Gastprofessor an der Louisiana State University und 2000 Interferometer Commissioning Leader bei LIGO und am Caltech.
Saulson war der erste gewählte Sprecher der LIGO-Kollaboration, als Nachfolger des Mitgründers von LIGO Rainer Weiss.
2016 erhielt er mit Gabriela González, seiner ehemaligen Doktorandin, und David Reitze den NAS Award for Scientific Discovery. 2003 wurde er Fellow der American Physical Society.

## Schriften (Auswahl)
- Advanced Interferometric Gravitational-Wave Detectors. 2 Bde. Hrsg. von David Reitze, Peter Saulson, Hartmut Grote. World Scientific, New Jersey 2019 (100 Years of General Relativity, 5), ISBN 978-981-314-608-2 (Vorschau in der Google Buchsuche).
- mit A. Ageev, Belkis Cabrera Palmer, Antonio De Felice, Steven D. Penn: Very high quality factor measured in annealed fused silica, Classical and Quantum Gravity, Band 21, 2004, S. 3887
- If light waves are stretched by gravitational waves, how can we use light as a ruler to detect gravitational waves?, American Journal of Physics, Band 65, 1997, S. 501
- mit Gabriela Gonzalez: Brownian motion of a torsional pendulum with internal friction, Physics Letters A, Band 201, 1995, S. 12
- Fundamentals of Interferometric Gravitational Wave Detectors, World Scientific, Singapur u. a. 1994, ISBN 978-981-4350-23-5.
- Thermal noise in mechanical experiments, Physical Review D, Band 42, 1990, S.  2437